# الكسندر هال رو
الكسندر هال رو هو سياسي كندي، ولد في 1842 في ويستبورت في كندا، وتوفي في 12 يوليو 1884 في تورونتو في كندا. نشط حزبياً في حزب أونتاريو المحافظ التقدمي. وقد انتخب عضو برلمان مقاطعة أونتاريو ‏.